# لافایت هیل (پنسیلوانیا)
لافایت هیل (به انگلیسی: Lafayette Hill) یک منطقهٔ مسکونی در ایالات متحده آمریکا است که در پنسیلوانیا واقع شده‌است. لافایت هیل ۲٬۱۷۴ نفر جمعیت دارد و ۷۸٫۹۴ متر بالاتر از سطح دریا واقع شده‌است.